# Marcin Dylla
 (novembre 2023).
Marcin Dylla est un guitariste classique polonais né le 6 juin 1976 à Chorzów.
En 2007, il remporte le premier prix du prestigieux concours international de la Guitar Foundation of America à Los Angeles, en Californie.
Il a remporté plus de quinze concours internationaux de guitare classique.

## Biographie
Il a suivi a suivi sa formation dans les Académies de musique de Katowice, Bâle, Fribourg et Maastricht avec notamment Oscar Ghiglia, Carlo Marchione et Sonja Prunnbauer.

## Récompenses et distinctions
Marcin Dylla remporte le premier prix des concours internationaux de guitare classique suivants :
- 1996 : Edmund Jurkowski memorial, Tychy (Poland)
- 1997 : Tredrez-Locquemeau (France)
- 1998 : Karl Scheit, Vienna (Austria)
- 1999 : Liechtenstein
- 2000 : Alhambra International Guitar Competition, Valencia (Spain)
- 2000 : Concorso Internazionale di Chitarra di Gargano, Gargnano (Italy)
- 2001 : Forum Gitarre, Vienna (Austria)
- 2001 : Sernancelhe (Portugal)
- 2001 : Concours international de guitare classique Michele-Pittaluga, Alassandria (Italy)
- 2002 : Joaquin Rodrigo, Madrid (Spain)
- 2000 : Almeria (Spain)
- 2002 : Crete (Greece)
- 2002 : H.R.H. Princess Cristina, Madrid (Spain)
- 2003 : Markneukirchen (Germany)
- 2003 : Rene Bartoli, Aix-en-Provence (France)
- 2004 : JoAnn Falletta International Guitar Concerto Competition, Buffalo, New York
- 2004 : Printemps de la Guitare, Charleroi
- 2006 : Aranda de Duero (Spain)
- 2007 : Guitar Foundation of America, Los Angeles, Californie